# Elektrocutie

Pictogram gevaarlijke elektrische spanning

Elektrocutie is een schadelijke elektrische stroomdoorgang door het menselijk of dierlijk lichaam met de dood tot gevolg. Een schadelijke elektrische stroomdoorgang zonder dodelijke afloop heet elektrisering. Het woord elektrocutie is een samentrekking van elektro en executie. De eerste elektro-executie vond plaats in een elektrische stoel, in 1890 in de Verenigde Staten van Amerika. Tegenwoordig wordt het woord elektrocutie zowel gebruikt voor opzettelijke dood door elektrische stroom (doodstraf, zelfmoord) als voor dood door het per ongeluk aanraken van spanningsvoerende delen.
Elektrocutie kan optreden wanneer het lichaam in contact komt met twee punten met een verschillende potentiaal. De elektrische stroom gaat dan door het lichaam en verdeelt zich volgens de weerstanden in het circuit.  Het grootste deel gaat daarbij langs de weg met de minste weerstand: zenuwen en bloedvaten. Hierbij kan schade aan hart, bloedvaten en longen ontstaan. Bij wisselspanning van hoge frequenties concentreert de stroom ten gevolge van het Skineffect zich meer in de zone direct onder de huid, hoewel bij een frequentie van 50 Hz nog steeds een aanzienlijke stroom (zeker bij grote totaalstroom) door de organen (bijvoorbeeld het hart) kan gaan lopen.  
Het is de stroomsterkte die door het lichaam loopt die het risico vormt. De stroomsterkte die kan gaan lopen hangt indirect af van de spanning en of dit DC of AC is. Daarom is een 1,5 V batterij ondanks dat deze een grote stroomsterkte kan leveren (lage interne weerstand) ongevaarlijk omdat deze spanning niet hoog genoeg is om voor de hoge weerstand van het menselijk lichaam te compenseren en er dus maar een zeer kleine stroom gaat lopen. Bij spanningen zoals 230 VAC van het lichtnet is er echter sprake van zowel een enorme stroomsterkte die kan worden geleverd (in de orde van honderden tot duizenden ampères) als een spanning die hoog genoeg is om een dodelijke stroomsterkte door de persoon te laten lopen. Bij wisselspanning speelt de capaciteit van het menselijk lichaam ook een rol en bovendien is de piekspanning √2 keer zo groot wat bij het lichtnet dus overeenkomt met 325 V. 
Een kleine elektrische stroom van ongeveer 1 mA is net voelbaar. Daarboven wordt het al snel gevaarlijk. Over het algemeen worden in de wetenschap de volgende grenzen gehanteerd:
| Stroomsterkte | Effect / gevolg                                          |
| ------------- | -------------------------------------------------------- |
| 1 mA          | Net voelbaar                                             |
| 5 mA          | Voelt als een schok maar nog niet pijnlijk               |
| 6-30 mA       | Pijnlijk, niet meer mogelijk of moeilijk om los te laten |
| >30 mA        | Is (mogelijk) dodelijk                                   |

Wanneer aanraakbare delen onbedoeld onder spanning komen, wordt de stroom in de meeste gevallen afgeleid door middel van een aarding. Een differentieelschakelaar (ook aardlekschakelaar genoemd) kan daarbij zorgen dat de spanning al bij een kleine foutstroom wordt uitgeschakeld, meestal nog voor een persoon met de spanning in aanraking komt. De aarding beschermt hierdoor tegen een elektrische schok ten opzichte van de aarde, meestal in combinatie met een differentieelschakelaar. Een goede aarding is daarom véél belangrijker dan alleen een aardlekschakelaar omdat anders deze alleen zal reageren wanneer een persoon het spanningsvoerende deel aanraakt omdat er dan pas stroom naar de aarde gaat lopen. Wat ook vaak wordt gedacht is dat een differentieelschakelaar de stroomsterkte beperkt bij een fout, maar dit is niet zo omdat het zoals het woord als zegt niets anders is dan een vorm van een schakelaar en daarom is het zeer belangrijk dat de tijd tussen het ontstaan van de foutstroom en het uitschakelen zo klein mogelijk is. 
Noch een aarding, noch een differentieelschakelaar zullen echter beschermen tegen elektrocutie die niet via de aarde verloopt, bijvoorbeeld als iemand beide aansluitingen van een stopcontact tegelijk vastneemt. Dit noemt men rechtstreekse aanraking. Geen enkel beveiligingstoestel kan dan immers het verschil detecteren tussen een persoon en een normale verbruiker. Het is daarom heel erg belangrijk om met één hand te werken zodat de stroom niet in deze situatie door het hart kan gaan lopen. Daarnaast is er ook minder weerstand omdat de stroom niet via de aarde hoeft te lopen en is dus de kans op een fatale afloop wanneer dit gebeurt ook veel groter.  
Wisselstroom is bij een relatief lage spanning gevaarlijker dan gelijkstroom maar bij een voldoende hoge spanning is het niet mogelijk om DC los te laten. Ook is gelijkstroom en hoogfrequente wisselstroom gevaarlijker in bepaalde situaties omdat de persoon de stroom niet zoals bij het lichtnet de stroom continu blijft voelen waardoor er een groter risico is op brandwonden. 
Vanaf welke spanning een risico op elektrocutie bestaat hangt af van diverse factoren, waaronder (in volgorde van toenemend risico): 
- de weerstand van het menselijk lichaam, hoofdzakelijk bepaald door het feit of de huid droog, nat of ondergedompeld is.
- of het gelijkspanning zonder rimpel, gelijkspanning met rimpel, of wisselspanning betreft.
- de frequentie van de wisselspanning. De netspanning van 50 Hz is stukken gevaarlijker voor het hart dan een frequentie van tientallen kHz afkomstig van schakelende voedingen zoals een telefoonlader. Echter is hoogfrequente wisselstroom gevaarlijker in de zin van dat het niet zo sterk gevoeld wordt en dat de spieren aanspannen waardoor loslaten in bepaalde situaties nagenoeg onmogelijk is en er daardoor gemakkelijker brandwonden kunnen ontstaan.
- welke weg de stroom door het lichaam volgt, bijvoorbeeld tussen de vingers van dezelfde hand, van hand tot hand of van hand tot voet.
- de duurtijd van het contact: bijvoorbeeld slechts enkele milliseconden (bijvoorbeeld wanneer een snelle beveiliging ingrijpt), tot een onbepaald lange duur.

Er wordt aangenomen dat een wisselspanning van 50 V of lager (dieren 25 V of lager) of een gelijkspanning van 120 V of lager (dieren 60 V of lager) als ongevaarlijk kan worden beschouwd. Dit geldt bij een normale situatie dus bij een droge, of slechts door lichte transpiratie bevochtigde huid. Bij natte huid dienen deze spanningen gehalveerd te worden, en bij ondergedompelde huid gedeeld door vier.  

## Mechanismen
- Een geringe stroom (milliampères) die door het hart loopt, kan hierin ritmestoornissen opwekken door de geforceerde depolarisatie. Dit kan variëren van een korte pauze die vanzelf overgaat, tot het binnen enkele minuten tot de dood leidende kamerfibrilleren. De hiervoor benodigde elektrische energie is gering en hoeft niet of nauwelijks met warmteontwikkeling gepaard te gaan. Of kamerfibrilleren (ventrikelfibrilleren) optreedt, is grotendeels van het toeval afhankelijk, hoewel hoogfrequente wisselstroom wat dit betreft veiliger is dan gelijkstroom en laagfrequente wisselstroom. De zeer hoogfrequente wisselspanning die door chirurgen bij operaties wordt gebruikt om bloedende vaatjes te coaguleren ('dicht te branden') is bijvoorbeeld op dit punt ongevaarlijk hoewel het om een spanning van meer dan 100 V gaat.
- Een voldoende grote stroom door andere vitale organen kan daarin alleen al door het thermisch effect (opwarming) zoveel schade aanrichten dat dit op onmiddellijke of langere termijn tot de dood leidt.
- Een stroom die de ademhalingsspieren en de bewegingsspieren verlamt door geforceerde samentrekking en die blijft bestaan doordat het slachtoffer zich door deze verlamming niet aan de stroom kan onttrekken, leidt uiteindelijk ook tot de dood door hartstilstand of ademhalingsverlamming.

## Meest voorkomende oorzaken
Meestal is elektrocutie het gevolg van geraakt worden door de bliksem of van contact met spanningvoerende draden van het lichtnet (defecte huishoudelijke apparatuur), trein- of metroverbindingen of in het algemeen door onbeschermde werkzaamheden aan apparatuur waarin een hoge spanning (meer dan ca 70 volt) voorkomt.

## Reparatie
Theoretisch mag men een elektrisch apparaat nimmer openen terwijl het onder spanning staat.
Het is echter lastig onder dergelijke omstandigheden een defect in een radio- of televisietoestel te zoeken.
Oudere conventionele televisietoestellen hadden geen voedingstransformator.
Het inwendige (zelfs het chassis) voerde dus spanning ten opzichte van aarde en dat is een groot risico.
De anodespanning op de beeldbuis is zeer hoog – tot 30 kV.
Andere toestellen zoals bijvoorbeeld een grotere versterker (zelfs met transistoren) kunnen eventueel wel een voedingsspanning hebben die ook achter het lichtnetgedeelte gevaarlijk wordt.
Aangeraden wordt om bij het repareren van elektrische apparaten slechts één hand te gebruiken en de andere in de zak te houden, en op isolerende bodem te staan (tapijt, rubberlaarzen). Een goede reparatiewerkplaats heeft dan ook een geïsoleerde vloer en dito werktafels. Immers, als er een spanninghoudend onderdeel wordt aangeraakt, staat alleen die ene hand onder spanning en zal er geen stroom door het lichaam gaan lopen. Als men niet goed geïsoleerd zit of staat, zal de stroom bij werken met de rechterhand ook niet zo makkelijk door het hart gaan. 
Een andere mogelijkheid is om in de werkplaats een beschermingstransformator te voorzien, die het te herstellen toestel galvanisch scheidt van het lichtnet. Een schok tegenover de aarde wordt hierdoor vermeden, een schok tussen twee handen nog steeds niet. Deze beschermingstransformator beschermt ook tegen een hoge kortsluitstroom. 
Het beste blijft uiteraard bij werkzaamheden het apparaat of de groep geheel af te schakelen zodat er geen spanning meer op welk onderdeel dan ook staat. Dat kan als men het defect gevonden heeft en met de feitelijke reparatie begint. Er moet gecontroleerd worden (bijvoorbeeld met een tweepolige spanningzoeker) of het ook goed is gebeurd. Sommige apparaten (televisies en fotoflitsapparaten zijn hierom berucht) hebben ook enige tijd na het uitschakelen nog een grote hoeveelheid lading in condensatoren zitten en kunnen als ze te snel worden opengemaakt nog grote schokken uitdelen.
Moderne elektronica, zoals in computers, is zeer gevoelig voor statische lading.
Werkt men hieraan, dan is het juist nodig dat het lichaam geaard is, bijvoorbeeld met een polsbandje.
Dat hoeft geen gevaar te betekenen: een computer werkt met lage spanningen en bovendien werkt men alleen aan het apparaat als het uitgeschakeld is.

## Blikseminslag
Bij blikseminslag treedt gedurende een fractie van een milliseconde een elektrische ontlading op met een zeer hoge temperatuur. Door de zeer korte duur van de blootstelling blijft de schade aan de opperhuid meestal beperkt. De kans op inwendige brandwonden is bij een blikseminslag veel kleiner dan bij opgewekte elektriciteit. Door ontregeling van hart of hersenen kan de  getroffene er echter wel op slag aan overlijden. Er zijn verschillende manieren waarop iemand bliksemletsel kan oplopen. Het slachtoffer kan rechtstreeks door de bliksem worden getroffen. Ook kan iemand door elektriciteit geraakt worden als die persoon een door de bliksem getroffen object aanraakt of zich daar vlakbij bevindt. De elektriciteit kan ook via de grond een schok veroorzaken. Door de schok kan het slachtoffer worden weggeslingerd en op deze manier letsel oplopen. In Nederland overlijden jaarlijks gemiddeld minder dan drie mensen door bliksem. In vrijwel alle gevallen is de doodsoorzaak een hartstilstand of ademstilstand. De meeste verwondingen worden opgelopen als mensen zich in de nabijheid van een blikseminslag bevinden of door een indirecte blikseminslag (wanneer de bliksem bijvoorbeeld in een boom slaat waaronder het slachtoffer staat te schuilen). De letsels die ontstaan na blootstelling aan een nabije inslag zijn vergelijkbaar met explosieletsels.

### Bescherming
De bliksem zoekt goede geleiders, en korte afstand. Bij onweer is het onverstandig om op een heuveltop onder een boom te gaan schuilen: de boom trekt de bliksem aan. Ook is het niet raadzaam zelf het hoogste punt in het landschap te zijn tijdens een onweer. Golfers worden nog weleens getroffen terwijl ze hun metalen clubs hoog opheffen om een bal te slaan. In huis en in een dicht metalen voertuig, bijvoorbeeld een auto, is men in het algemeen goed beschermd tegen de gevolgen van bliksem. In een voertuig gaan zitten is veilig omdat het metalen omhulsel een Kooi van Faraday om de inzittenden vormt (niet omdat de banden van rubber zijn, zoals vaak als argument wordt gebruikt). De geleiding van de bliksem zal via het metaaloppervlak van het voertuig gebeuren, waardoor de ruimte binnenin het voertuig veilig is. Bij gebrek hieraan bijvoorbeeld omdat men in de wei staat dient men zo plat mogelijk op de grond te liggen. De bliksem slaat tenslotte in op een hoog punt. Door plat op de grond te liggen blijft men heel laag en is de kans dat men getroffen wordt minder groot.

## Hulpverlening bij elektrische ongevallen
De volgende regels zijn van belang bij hulpverlening aan geëlektriseerde mensen:
- Stroom uitschakelen zonder zelf onder spanning te komen staan. Het onbeschermd vastpakken van het slachtoffer kan levensgevaarlijk zijn.
- Als het slachtoffer bewusteloos is: tracht het slachtoffer bij bewustzijn te brengen.
- Als het slachtoffer bewusteloos blijft en geen ademhaling heeft: een ambulance bellen en reanimeren.
- Als het slachtoffer bewusteloos blijft maar wel ademhaalt: in stabiele zijligging plaatsen en ambulance bellen.
- Als het slachtoffer bij bewustzijn is: verzorg de verwondingen en laat het slachtoffer zich onderzoeken door een arts.

## Elektrocutie als straf

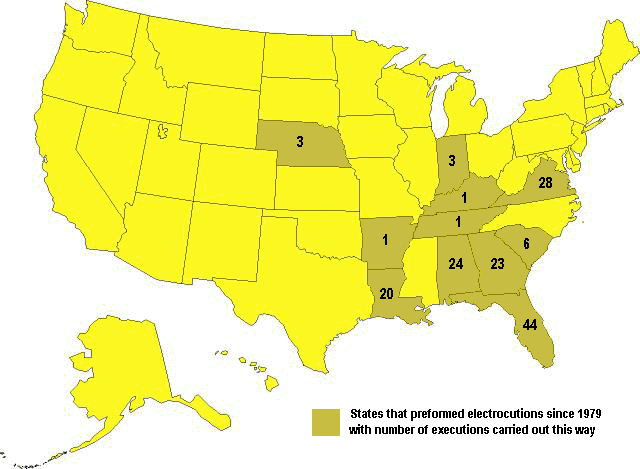
Doodstraf door elektrocutie in de Verenigde Staten, 1977-2008

In de Verenigde Staten wordt met de elektrische stoel op deze wijze soms de doodstraf ten uitvoer gebracht. Hierbij wordt beoogd de hersenen te vernietigen door verhitting, niet het primair stilzetten van het hart. Hoewel het voor de omstanders naar is om te zien (spiertrekkingen, koken van lichaamsvloeistoffen), treedt hierbij voor het slachtoffer onmiddellijk bewusteloosheid in zodra er stroom door de hersenen vloeit. Het is echter meer dan eens voorgekomen dat de veroordeelde nog wel degelijk bewust was tijdens de terechtstelling en in een aantal gevallen zelfs in brand vloog. Het brein wordt verhit tot ongeveer 60 graden Celsius.
De doodstraf wordt in een aantal staten in de Verenigde Staten nog toegepast, maar dan door het geven van een dodelijke injectie.
In 1903 werd de olifant Topsy via elektrocutie omgebracht, nadat ze drie mensen om het leven had gebracht.